# 藤原直哉 (経済アナリスト)
藤原 直哉（ふじわら なおや、1960年〈昭和35年〉5月20日 - ）は、経済アナリスト（経済評論家）。株式会社あえるば会長、認定非営利活動法人日本再生プログラム推進フォーラム理事長。

## 経歴
東京都生まれ。1983年、東京大学経済学部卒業。住友電気工業入社、電線ケーブルの海外輸出業務および企画部門に従事。1985年、経済企画庁経済研究所に出向、世界経済モデルを用いた短期経済予測・構造分析・計量経済分析の信頼性向上のための研究に従事。1987年、ソロモン・ブラザーズ・アジア証券入社、投資戦略調査部で債券・株式の数理分析に従事、のち独立。1996年、シンクタンク藤原事務所（株式会社あえるばの前身）設立。
独立系シンクタンクとして「経済」「政治」「国際情勢」「組織のリーダーシップ」に関する独自の分析を行っているほか、小田原市内の里山で教育用の田畑を耕作。さらに大学生や社会人を対象に就職・転職のコーチング、カウンセリング、傾聴、英語に関する情報発信、研修、コンサルティング、社内教育、講演、執筆活動を行っている。2007年には、ロハスな暮らしを体感してもらう“最前線”として、長野県飯田市の遠山郷に「遠山藤原学校」を開校した。

## 人物
大本信徒である。元々は無神論者であったが、1991年頃に大本神諭を読み、ここに書かれている事がこれから起きると直感。その後、大学の教員として数学を教える際、改めて数学を勉強し直す過程で神の存在を確信。アメリカでITバブルが弾けた時に、この先の事は神様しかわからないと強く感じ、以前親切にしてもらった大本関係者に連絡した事で、縁あって入信。大本神諭、霊界物語とも全て読破している。

## 著書

### 単著
- 『共感・勇気・自然　新たなる金融を夢見て』日本図書刊行会、1993年9月1日。ISBN 9784773320718。
- 『「大世紀末」経済メガ・トレンド　超破局そして黄金の未来へ』総合法令出版、1994年10月25日。ISBN 9784893464064。
- 『世界メガ・トレンド　新たなる金融と黄金の未来を夢見て』総合法令出版、1994年12月。ISBN 9784893464224。
- 『大転換　アメリカのエゴ・日本の怠慢』総合法令出版、1995年3月28日。ISBN 9784893464392。
- 『経済戦国時代　チェンジャブル日本』総合法令出版、1996年5月。ISBN 9784893465139。
- 『この先にある「経済」』フォレスト出版〈経済の現論〉、1996年6月。ISBN 9784894510005。
- 『突きぬける発想　「金融システム崩壊」という楽観論』総合法令出版、1996年8月。ISBN 9784893465313。
- 『どうする！　大波瀾時代への序幕』PHP研究所、1997年2月。ISBN 9784569554402。
- 『最果ての資本主義』フォレスト出版〈経済の現論〉、1997年6月。ISBN 9784894510241。
- 『富貴のこころ　みんなで元気に蘇る思想』三五館、1997年11月。ISBN 9784883201280。
- 『日本の選択・世界の潮流　ニュースな時代を読み解く』フォレスト出版、1997年11月。ISBN 9784894510340。
- 『人材ビッグバン　プロにならねば生き残れない』PHP研究所、1998年2月。ISBN 9784569559537。
- 『若い人を犬死にさせないための未来経済学』三五館、1999年3月。ISBN 9784883201686。
- 『大逆転のリーダーシップ理論　デジタル大国・アメリカだけが知っている』三五館、2001年2月。ISBN 9784883202195。
- 『あなたの預金と借金がゼロになる日　激動の時代を生き残る法』あ・うん、2001年8月20日。ISBN 9784901318044。
- 『大不況！敗者復活戦　あなたは生き残れるか！？』あ・うん、2001年12月。ISBN 9784901318075。
- 『日本経済の闇がわかるF.T.の読み方　この経済英語と情報力で自分を守れ』三五館、2002年5月。ISBN 9784883202492。
- 『日本経済「自然死」の瞬間　今後５年の大混乱の末に、新時代の誕生なるか』ビジネス社、2002年11月。ISBN 9784828410159。
- 『国家破綻 あなたの預金と借金がゼロになる』あ・うん、2003年1月。ISBN 9784901318129。
- 『崩壊から再生への大潮流　経済がよくわかる本』あ・うん、2003年4月30日。ISBN 9784901318136。
- 『国家破綻Ⅱ　生き残れる人つぶれる人』あ・うん、2004年4月。ISBN 9784901318235。
- 『国家破綻最終章　2005年あなたの預金と借金がゼロになる！』あ・うん、2004年12月。ISBN 9784901318259。
- 『「天のシナリオ」の読み方　人知を超えて動く「経済」と「時代」』あ・うん、2005年7月。ISBN 9784901318365。
- 『元気な団塊気弱な団塊　株価バブル、年金地獄、金利の上昇をどう生き抜くか』あ・うん〈「天のシナリオ」シリーズ〉、2006年4月。ISBN 9784901318426。
- 『株が危ない！　金融市場ゲームオーバー』あ・うん、2006年8月。ISBN 9784901318464。
- 『ロハスでよみがえる日本再生プログラム　地球環境にやさしい社会への移行こそが日本の強さを生み出す』万来舎、2007年5月。ISBN 9784901221238。
- 『世界同時バブル崩壊！　あなたの生命と財産が危ない』あ・うん、2007年6月。ISBN 9784901318563。
- 『繰り返す世界同時株大暴落　自民崩壊・生活壊滅の時代』あ・うん、2008年1月。ISBN 9784901318624。
- 『ロハス夢工房　21世紀を心豊かに生きる人々』あ・うん、2008年6月。ISBN 9784901318693。
- 『アメリカ発2009年世界大恐慌』あ・うん、2008年11月。ISBN 9784901318778。
- 『生きかた革命　2009年世界大恐慌をどう生きる』あ・うん、2009年1月。ISBN 9784901318792。
- 『新しい日本を建設する　世界大恐慌脱出の処方箋』ファーストプレス、2009年1月。ISBN 9784904336236。
- 『大恐慌が拓く新時代　日本史が教える「戦国時代」の知恵』あ・うん、2009年6月。ISBN 9784901318860。
- 『突き抜ける生き方　恐慌も病気もマネーが生んだ』あ・うん、2009年9月。ISBN 9784901318884。
- 『無血市民革命が起こった　未来へのマニフェスト』あ・うん、2009年12月。ISBN 9784901318921。
- 『神の世直し！世界大恐慌3年目！！　怒りを創造力にー日本再生』あ・うん、2010年7月。ISBN 9784904891001。
- 『怒りを創造力に！日本再生　共感・勇気・自然』あ・うん、2011年5月。ISBN 9784904891056。
- 『大震災を跳ね返せ！日本大転換革命』あ・うん、2011年6月。ISBN 9784904891063。
- 『ゼロ原発民衆力大爆裂！　「原発」生かせば、地震国日本は壊滅する！！』あ・うん、2013年2月。ISBN 9784904891216。
- 『経済アナリスト藤原直哉の未来を拓く思考法』万来舎、2014年10月。ISBN 9784901221832。
- 『日本人の財産って何だと思う？　権藤成卿と私の日本再生論』三五館、2015年8月。ISBN 9784883206452。

### 共著
- 広松毅、藤原直哉『計量経済学の実際』サイエンス社〈新経済学ライブラリ〉、1990年7月。ISBN 9784915787072。
- ラヴィ・バトラ、藤原直哉『世界大恐慌　1995～2010』総合法令出版、1994年10月。ISBN 9784893464033。
- 大竹愼一、藤原直哉『日本の独り敗け　平成金融恐慌への階梯』フォレスト出版、1997年5月。ISBN 9784894510210。
- 藤原直哉、金国振『こうして始まり、こうして終わる　経済危機克服・日本とアジアの方策』三五館、1998年3月。ISBN 9784883201433。
- アフサネ・ナハヴァンディ、藤原直哉『実践リーダーシップ学　世界が求めるビジネスリーダーとは』万来舎、2004年6月。ISBN 9784901221115。
- アフサネ・ナハヴァンディ、藤原直哉『実践リーダーシップ学ワークブック　世界が求めるビジネスリーダーとは』万来舎、2004年6月。ISBN 9784901221108。
- 中丸薫、藤原直哉『大予測！神の世直し立て直し』あ・うん、2010年3月。ISBN 9784901318969。
- 高嶋康豪、藤原直哉『知ったらひっくり返るこの国裏政界と裏科学超奥底の秘密　日本解体を無効化する複合発酵篇』ヒカルランド、2018年3月。ISBN 9784864715959。
- 高嶋康豪、藤原直哉『知ったらひっくり返る裏政治と裏科学でぶった斬る今後30年、新時代の動向　国際金融市場はこれにて終了！』ヒカルランド、2019年6月。ISBN 9784864715966。

### 監修
- 長谷川孝『実践統計分析の基礎　知れば知るほど役に立つ』万来舎、2005年12月。ISBN 9784901221160。
- 藤原kaizen研究会『経営コーチ　起業を成功へと導く』万来舎、2006年4月。ISBN 9784901221177。
- 大谷賢司『就活コーチが開く仕事力スイッチ　わが子をニートにしないために』万来舎、2006年11月。ISBN 9784901221191。
- 大谷賢司『めざせ！経営コーチ　中小企業のサポーター』万来舎、2007年5月。ISBN 9784901221214。
- 藤原kaizen研究会『経営コーチ　起業を成功へと導く』（増補改訂版）万来舎、2007年7月。ISBN 9784901221245。
- 藤原kaizen研究会『経営コーチ　起業を成功へと導く』（増補改訂新版）万来舎、2007年7月。ISBN 9784901221467。